# Starmaster
Starmaster est un jeu vidéo de type combat spatial développé par Alan Miller et publié par Activision en 1982 sur Atari 2600. Son gameplay est similaire à celui du jeu Star Raiders d’Atari,. Le joueur est aux commandes d’un vaisseau spatial et a pour objectif de protéger des stations spatiales contre les attaques de vaisseaux ennemis,. Son vaisseau est pour cela équipé d’un canon laser, d’un radar et d’un bouclier et le joueur peut à tout moment basculer entre deux interfaces. La première lui permet de consulter une carte de la galaxie, qui indique la position des bases spatiales et des vaisseaux ennemis et qui lui permet de se déplacer entre les différentes zones de combats,. L’autre lui permet de piloter son vaisseau directement depuis son cockpit, en vue à la première personne, afin de viser et de tirer sur les vaisseaux ennemis,.